# كف عائشة
كف عائشة  أو كف مريم أو القبيرة  أو شجرة الكف (باللاتينية: Anastatica hierochuntica)، نبات عشبي حولي ينمو بالمناطق الجافة.

## الوصف النباتي
يصل ارتفاع نبته كف عائشة إلى 13 سم وطول أوراقه 3 سم وعرضها 2 سم وهي كثيرة التفرعات. أزهاره بيضاء اللون. تجف النبته بعد نضوج البذور وتتكور على نفسها، فتحملها الرياح إلى أماكن أخرى. تنموا جذور جديدة لها عندما تجد الرطوبة المناسبة وتتفتح أغصانها لتحرير البذور، وتظهر لها أوراق جديدة ثم تزهر من جديد.

## الموطن والإنتشار
ينتشر هذا النبات في فلسطين، سيناء وغور الأردن، وفي أغلب مناطق المملكة العربية السعودية.

## الاستعمال
يستعمل النبات في الطب الشعبي لتسهيل الولادة وتخفيف آلام ما بعد الولادة.